# Rocade interne de Porto
Pour les articles homonymes, voir VCI.
La rocade interne de Porto (en portugais : Vía de Cintura Interna, abrégée VCI) est une autoroute urbaine en forme d'anneau (de type périphérique) qui contourne la zone centrale des noyaux urbains de Porto et Vila Nova de Gaia sur une longueur totale de 21 km.
Cette autoroute est gratuite (concessionnaire: Brisa).
La VCI est divisée en 3 tronçons :
- La partie ouest reliant l'  et le Pont Arrábida à Francos (faisant maintenant partie des autoroutes  et ) fut la première inaugurée en 1963.
- La partie nord-est reliant l'  au Pont du Freixo et à l' (faisant maintenant partie de l' ) fut inaugurée progressivement de 1989 à 1995.
- La partie sud () reliant l'  à l' fut la dernière inaugurée le 8 janvier 2007.

## Trafic
Le trafic moyen journalier de la VCI est d'environ 120 000 véhicules par jour. La vitesse est limitée à 90 /km/h.

## Capacité
| Section | Capacité | Longueur |
| ------- | -------- | -------- |
| -       |          | 16 km    |
|         |          | 5 km     |

## Galerie de photos

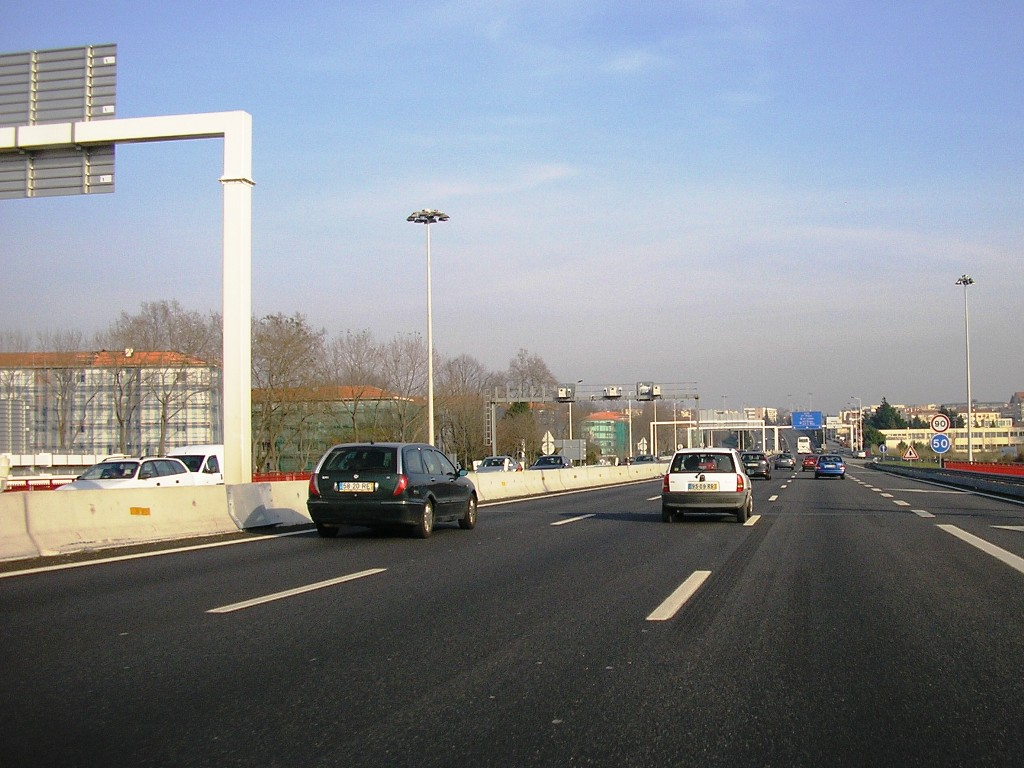
Echangeur de Regado, à Paranhos
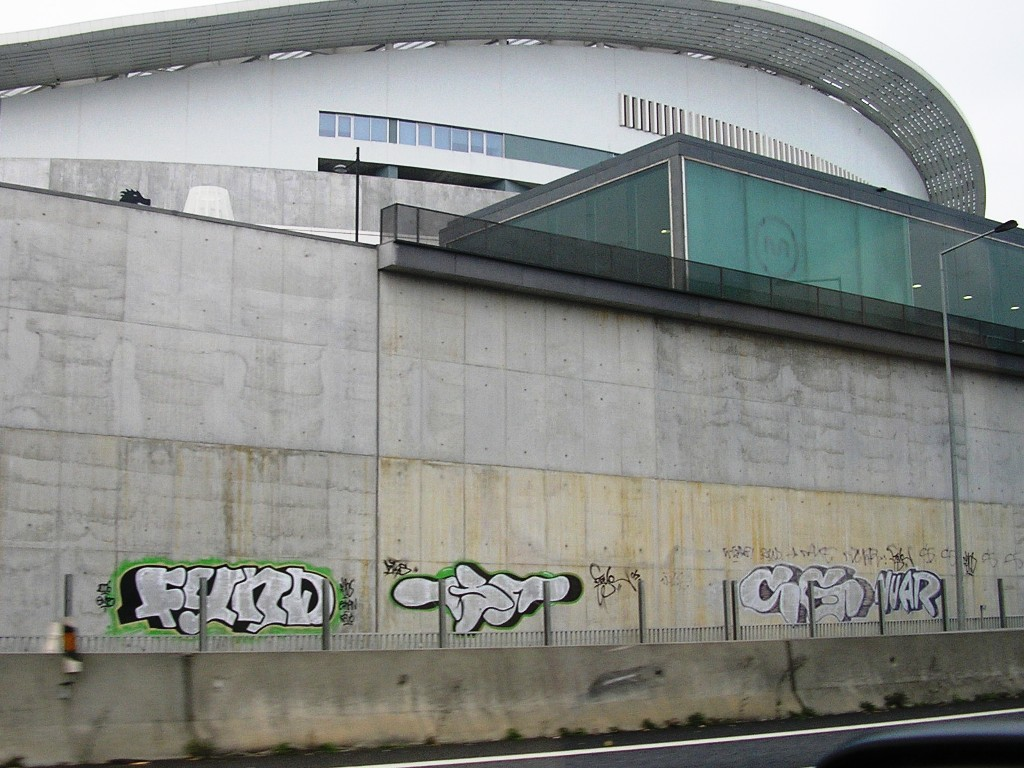
Graffitis sur un mur de la station de Métro de Porto, à Campanhã
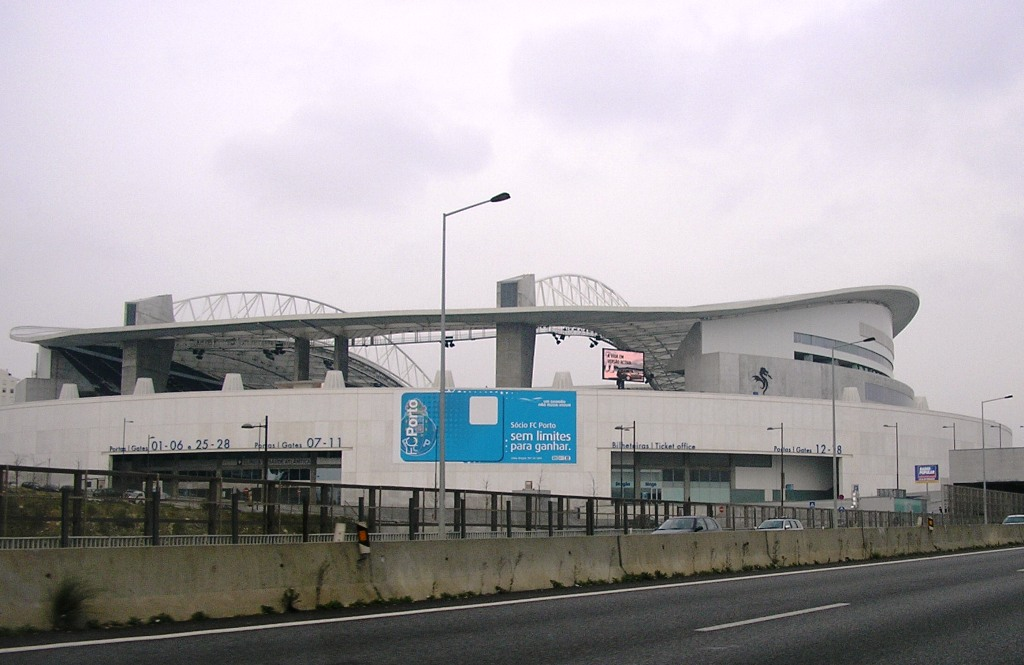
Stade du dragon vu de la VCI, à Campanhã
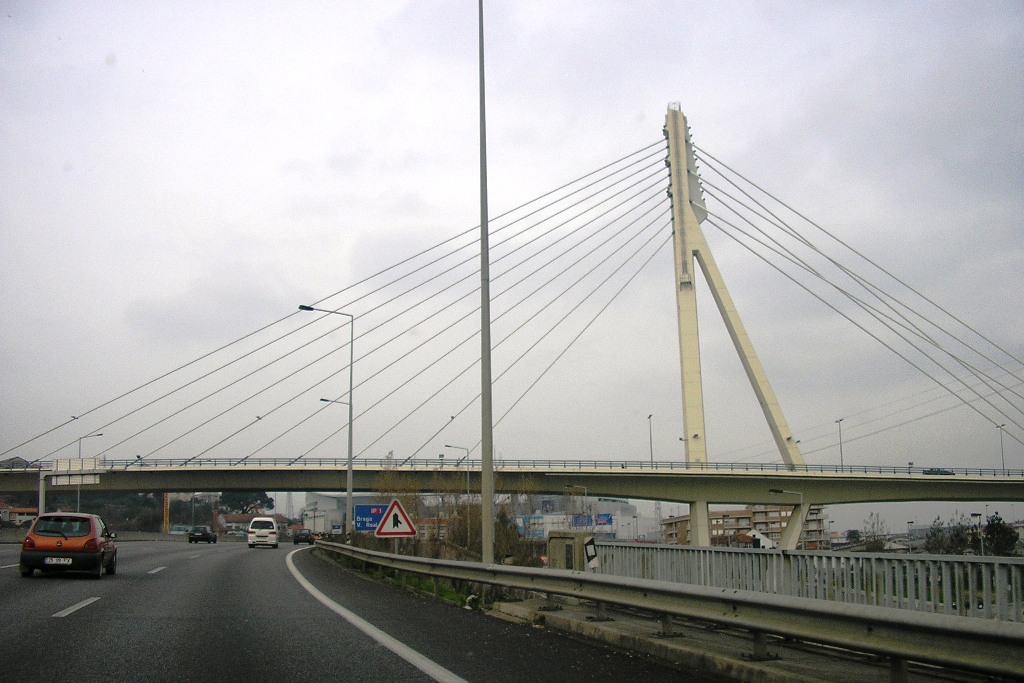
Viaduc reliant l'Avenue 25 de Avril à Corujeira, à Campanhã
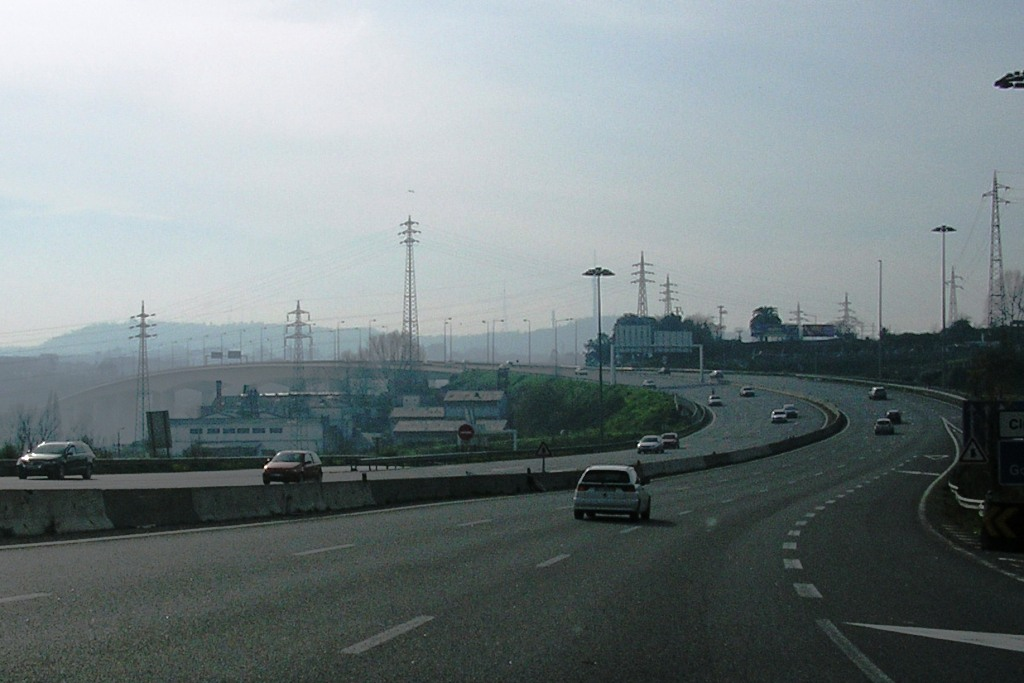
Campanhã
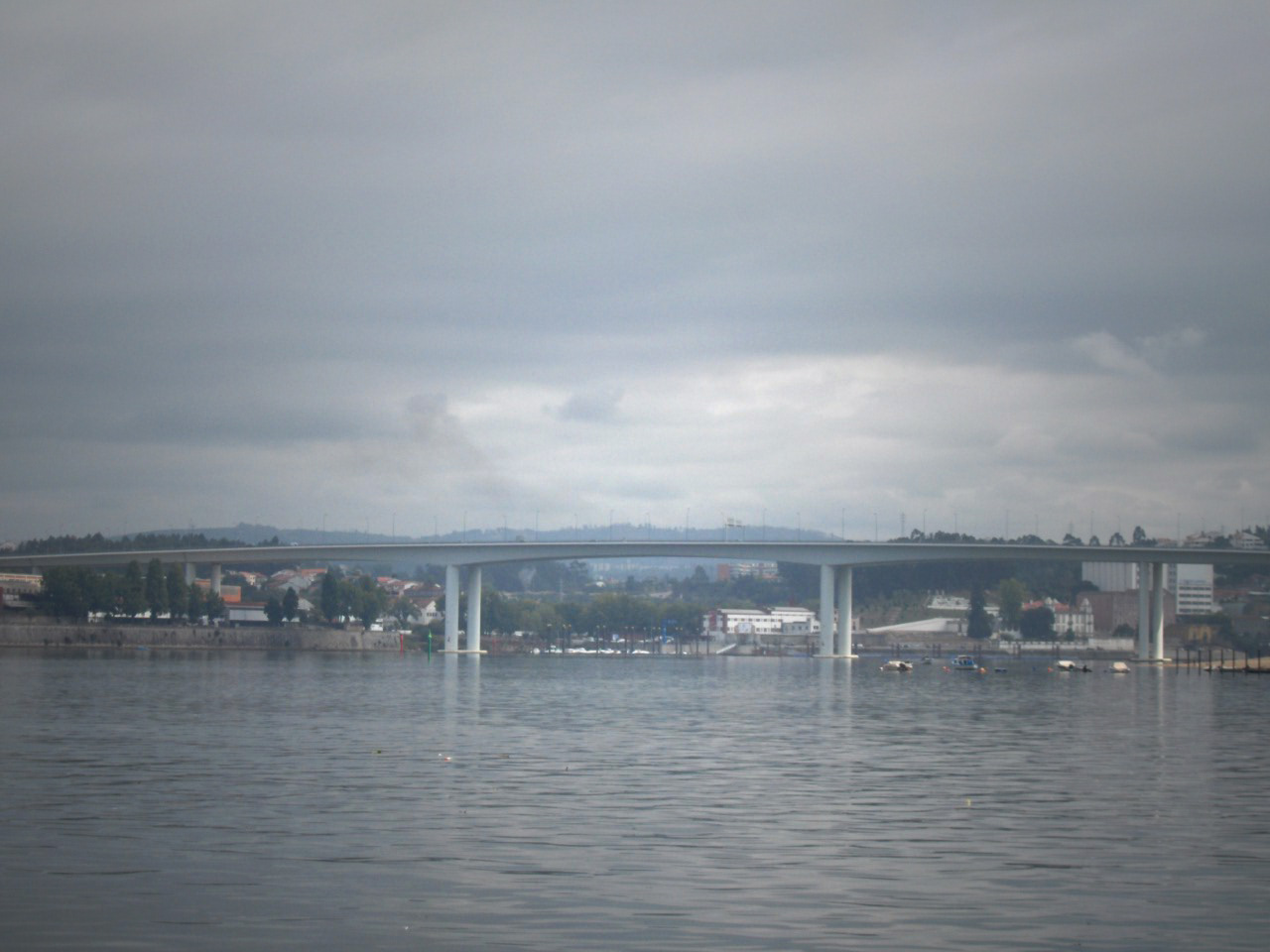
Le Pont du Freixo reliant Porto à Vila Nova de Gaia, dans la zone orientale des deux villes
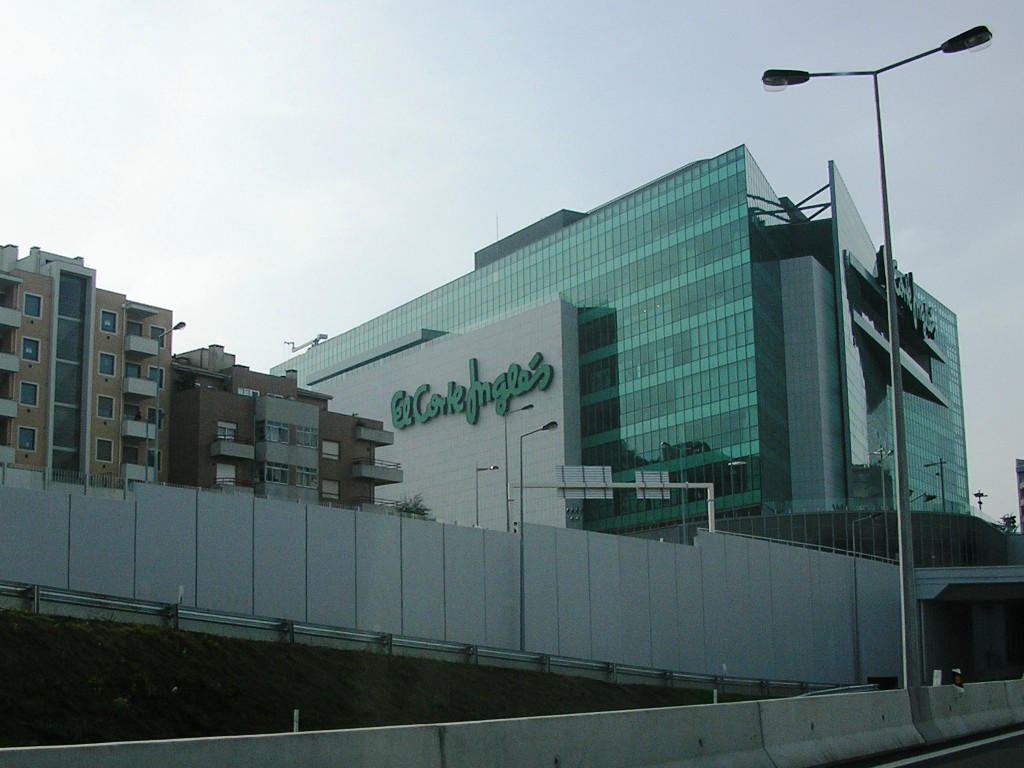
O El Corte Inglés de Vila Nova de Gaia à côté de la VCI, à Mafamude
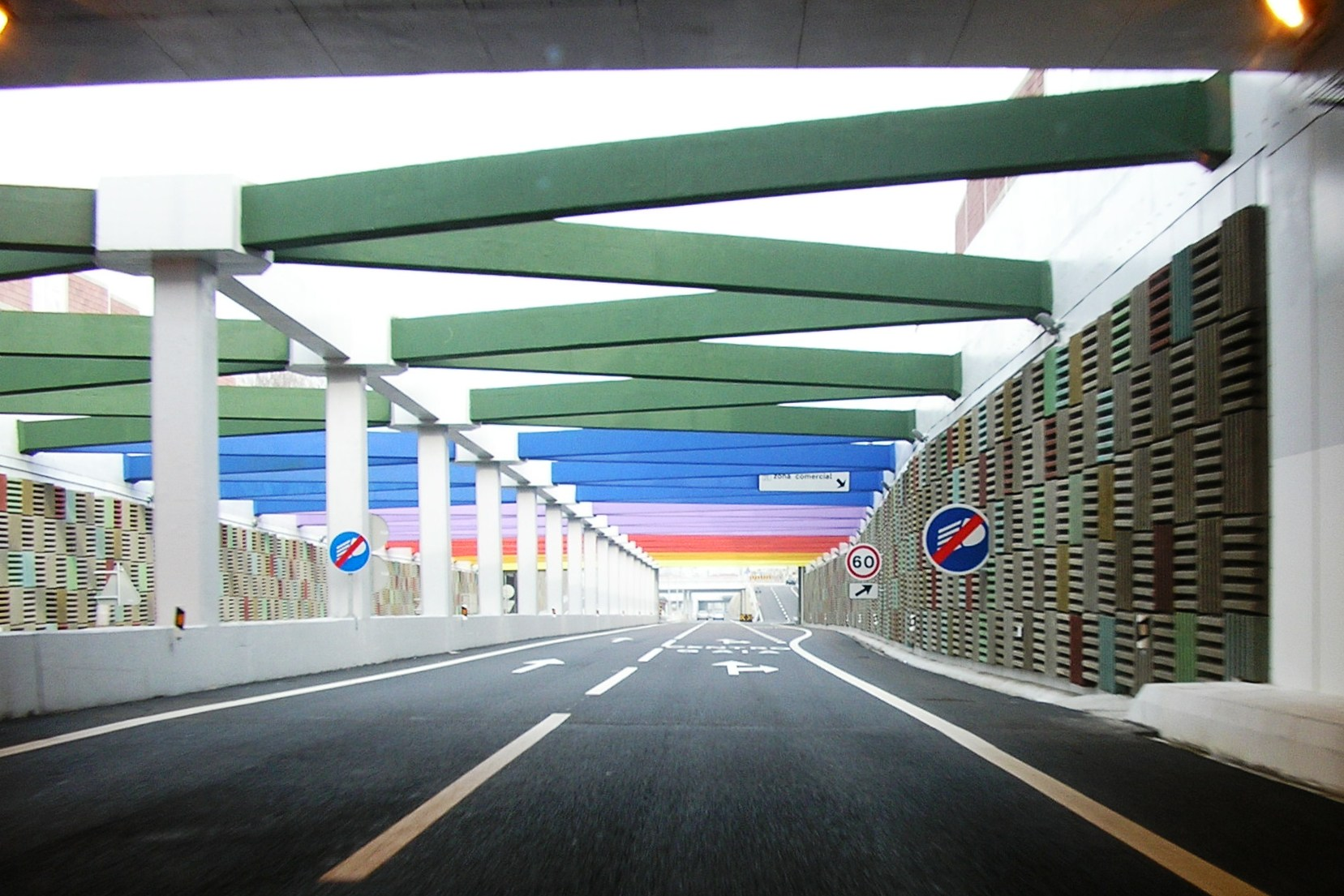
Entre les tunnels de Soares dos Reis et l'Avenida da República, à Mafamude
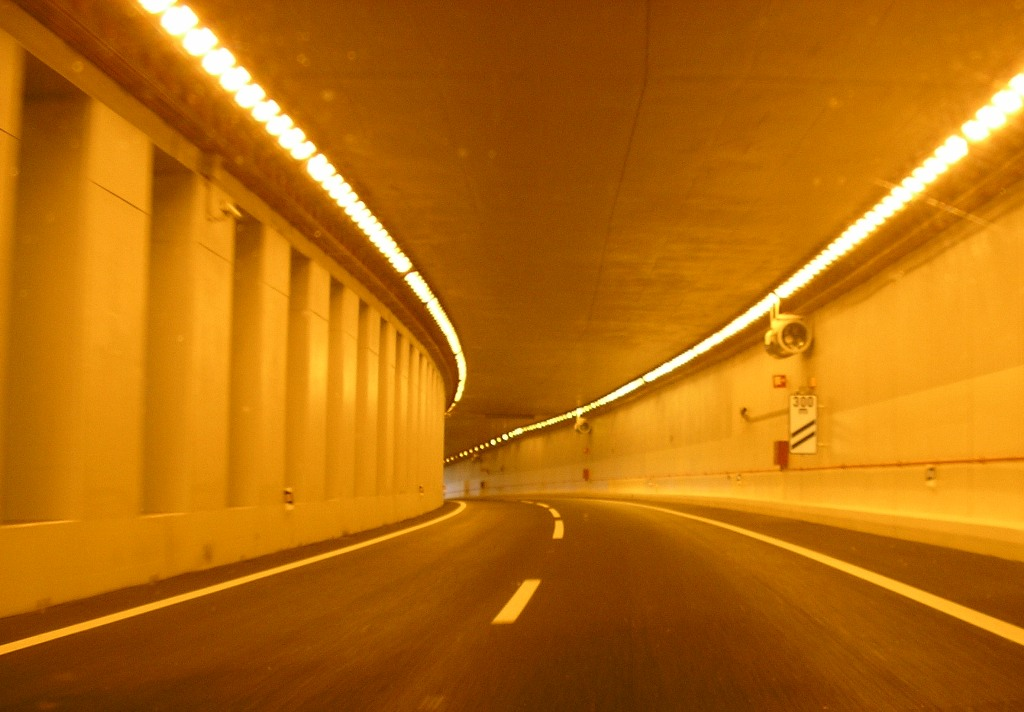
Tunnel sous le Jardin de Soares dos Reis, à Mafamude